# Wladimir Alexandrowitsch Grammatikow

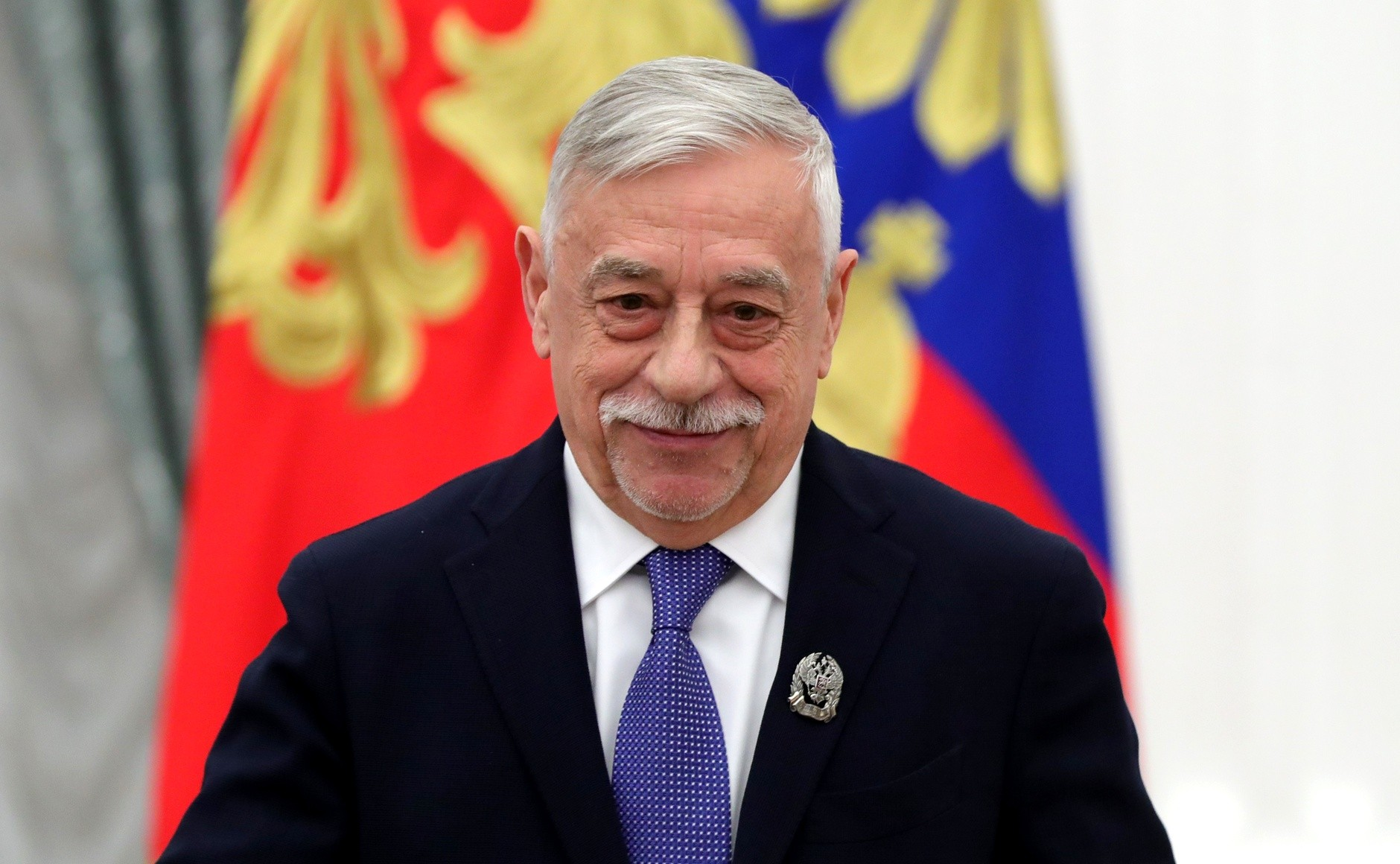
Wladimir Grammatikow (2017)

Wladimir Alexandrowitsch Grammatikow (russisch Владимир Александрович Грамматиков; * 1. Juni 1942 in Swerdlowsk, Russische SFSR) ist ein russischer Regisseur.

## Leben
Grammatikow begann ein Studium zum Bauingenieur in Moskau, bis er beschloss, zum Film zu gehen, danach studierte er Schauspiel. Seit 1974 war er beim Gorki-Filmstudio tätig, das er von 1998 bis 2002 leitete. Er ist einer der Gründer und künstlerischer Leiter des russisch-schwedisch-dänisch-britischen Filmstudios Starlight. 1992 bis 1996 war er Präsident des internationalen „Starlight“-Kinderfilmfestivals in Artek (1992–1996). Er ist einer der Gründer des Festival of Visual Arts am russischen Kinderzentrum „junge Adler“ (1997–2006).
Grammatikow war in den 1990er Jahren Hauptproduzent und künstlerischer Leiter der russischen Adaption der Sesamstraße. Gelegentlich tritt er auch als Schauspieler auf.
Grammatikow ist verheiratet mit Natalja Schukowa, Tochter von Nikolai Schukow. Aus der Ehe gingen zwei Kinder hervor, der Schauspieler und Regisseur Jegor Grammatikow und Nikolai, ein Anwalt.

## Filmografie (Auswahl)
Regisseur
- 1977: Kindermädchen auf Bewährung (Usatyi njan)
- 1978: Die Reise nach Warna
- 1979: Ein Hund lief übers Klavier (Schla sobaka po rojalju)
- 1982: Stern und Tod des Joaquin Murieta (Звезда и смерть Хоакина Мурьеты)
- 1983: Alles verdreht (Wsjo naoborot)
- 1985: Glaube, Hoffnung, Liebe (Wera, Nadeschda, Ljubow)
- 1987: Mio, mein Mio (Mio, min Mio!)
- 1991: Das scharlachrote Blümchen (Skazka o kupecheskoy docheri i tainstvennom tsvetke)
- 1995: Tribunal (Fernsehfilm)
- 1996: Sesamstraße (Fernsehserie, russische Adaption)

Darsteller
- 1969: Ein Adelsnest (Дворянское гнездо)